# Réserve indienne de Leech Lake
Leech Lake (soit « du lac des sangsues », également nommé Gaa-zagaskwaajimekaag en langue ojibwé) est une réserve indienne américaine située dans les comtés centre-nord du Minnesota : Beltrami, Cass, Hubbard, and Itasca et habitée par la bande ojibwée de Leech Lake.
En 2016 la réserve a une population de 10 982 habitants selon l'American Community Survey, ce qui en fait la réserve indienne la plus peuplée de cet État. Du point de vue de la superficie, il s'agit de la deuxième plus grande réserve (après la réserve indienne de White Earth avec 2 518,806 km2. Elle occuperait la première place si les zones d'eau comptaient dans la superficie : plus d'un quart de son territoire est occupé par des lacs. Les plus grands d'entre eux sont le lac Leech, le lac Winnibigoshish et le lac Cass. Le total comprenant les zones inondées atteindrait les 3 392,65 km2.
La majeure partie de la réserve est aujourd'hui couverte par la Forêt nationale Chippewa, et seule une petite portion est habitée par les tribus indiennes. Les sources de la rivière du Mississippi, au niveau du lac Itasca, sont situées à l'intérieur de la réserve mais appartiennent au Parc d'État d'Itasca. Une quarantaine de lacs de la région sont utilisés pour la production de riz sauvage. La communauté produit plus de riz que n'importe quelle autre réserve du Minnesota.

## Histoire
Les zones de la réserve ont été découpées selon un traité signé en 1855 et modifiées plusieurs fois par la suite. Avec l'Indian Reorganization Act en 1934, la réserve telle qu'elle existe actuellement est formée par la fusion de trois petites réserves :
- les réserves du lac Leech, du lac Winnibigoshish et du lac Cass
- la réserve indienne Chippewa du Lake Superior Chippewa
- la réserve indienne White Oak Point des Chippewa du Mississippi

## Démographie
| Groupe            | Leech Lake | Minnesota | États-Unis |
| ----------------- | ---------- | --------- | ---------- |
| Blancs            | 51,0       | 85,3      | 72,4       |
| Amérindiens       | 43,9       | 1,1       | 0,9        |
| Métis             | 4,5        | 2,4       | 2,9        |
| Autres            | 0,6        | 11,2      | 23,8       |
| Total             | 100        | 100       | 100        |
|                   |            |           |            |
| Latino-Américains | 2,0        | 4,7       | 16,7       |

Selon l'American Community Survey, pour la période 2011-2015, 92,16 % de la population âgée de plus de 5 ans déclare parler l'anglais à la maison, 5,79 % l'ojibwé et 2,05 % une autre langue.

## Communautés
Onze communautés se partagent les villages de la réserve Leech Lake. Deux communautés supplémentaires comptent un nombre important de membres de la tribu Leech Lake.
- Ball Club
- Bena
- Cass Lake
- Deer River
- Inger
- Longville
- Mission
- Oak Point
- Onigum
- Pennington
- Smokey Point
- Squaw Lake
- Sugar Point